# Врховно јавно тужилаштво Републике Србије
Врховно јавно тужилаштво Републике Србије (ранији назив је Републичко јавно тужилаштво) је највише јавно тужилаштво са седиштем у Београду. Врховно јавно тужилаштво је основано за читаву територију Републике Србије.
Врховним јавним тужилаштвом руководи врховни јавни тужилац, а тренутни врховни јавни тужилац је Загорка Доловац.
Јавно тужилаштво за организовани криминал, Јавно тужилаштво за ратне злочине, и апелациона јавна тужилаштва су нижа јавна тужилаштва у односу на Врховно јавно тужилаштво.

## Надлежности
Врховно јавно тужилаштво је надлежно да:
- поступа пред Врховним судом, као и пред Уставним судом и другим судом и органом у складу са законом
- подноси ванредна правна средства у складу са законима
- прати и усмерава рад јавних тужилаштава, надзире спровођење општих обавезних упутстава и прати и проучава праксу јавних тужилаштава и судова
- обавља послове међународне сарадње од значаја за јавно тужилаштво
- врши друге надлежности одређене законима

Врховно јавно тужилаштво решава сукобе надлежности између јавних тужилаштава посебне надлежности међусобно и сукоб надлежности између јавног тужилаштва посебне надлежности и другог јавног тужилаштва.

## Колегијум Врховног јавног тужилаштва и надлежности колегијума
Колегијум Врховног јавног тужилаштва чине Врховни јавни тужилац и јавни тужиоци Врховног јавног тужилаштва. Колегијум Врховног јавног тужилаштва је надлежан за:
- даје мишљење Високом савету тужилаштва о кандидату за врховног јавног тужиоца, главног јавног тужиоца и јавног тужиоца у Врховном јавном тужилаштву или непосредно нижем јавном тужилаштву
- даје мишљење о предлогу извештаја о раду Врховног јавног тужилаштва за претходну годину
- даје мишљење о предлогу плана и програма рада Врховног јавног тужилаштва за наредну годину
- разматра извештај о извршеном надзору над радом Врховног јавног тужилаштва
- разматра питања од значаја за стручно усавршавање и организацију Врховног јавног тужилаштва
- даје мишљење о нацртима закона или других прописа од значаја за рад јавног тужилаштва или обављање јавнотужилачке функције
- даје мишљење Високом савету тужилаштва у поступку решавања захтева за изузеће Врховног јавног тужиоца
- врши и друге послове у складу са актом о управи у јавном тужилаштву